# Критерій Чирікова
Критерій Чирікова (англ. Chirikov criterion, рос. Критерий Чирикова ) або Критерій Чирікова перекриття резонансів (англ. Chirikov resonance-overlap criterion,рос. Критерий Чирикова перекрытия резонансов) - критерій встановлення режиму хаотичного руху в детерміністичній гамільтоновій системі , отриманий російським фізиком-теоретиком Борисом Чиріковим в 1959 році. Чиріков використав відкритий ним критерій для пояснення деяких незрозумілих експериментальних даних для плазми в магнітних пастках.

## Опис
Згідно з цим критерієм детерміністична траєкторія почне рухатися між двома нелінійними резонансами хаотичним та непередбачуваним чином в області параметрів
{\displaystyle K\approx S^{2}=(\Delta \omega _{r}/\Delta _{d})^{2}>1.}
Тут {\displaystyle K} є параметром збурення, а 
{\displaystyle S=\Delta \omega _{r}/\Delta _{d}} - параметр перекриття резонансів, що задається 
відношенням ширини незбуреного резонансу (по частоті)
{\displaystyle \Delta \omega _{r}},
та різниці частот 
{\displaystyle \Delta _{d}} між двома незбуреними резонансами. З часу відкриття критерій Чирікова став важливим аналітичним інструментом для визначення межі хаотичної поведінки системи.

## Зовнішні посилання
- Сторінка присвячена Борису Чирікову [Архівовано 24 вересня 2015 у Wayback Machine.]
- Special Volume dedicated to 70th of Boris Chirikov: Physica D 131:1-4 vii (1999) та arXiv [Архівовано 26 грудня 2015 у Wayback Machine.]